# Landschaftsschutzgebiet Biotopkomplex östlich Lüdenhausen
Das Landschaftsschutzgebiet Biotopkomplex östlich Lüdenhausen mit etwa 14 ha Flächengröße liegt im Gemeindegebiet von Kalletal. Es wurde 1995 mit dem Landschaftsplan Nr. 4 Kalletal durch den Kreistag des Kreises Lippe erstmals als Landschaftsschutzgebiet (LSG) ausgewiesen. 2004 erfolgte die erneute Ausweisung durch den Kreistag mit dem geänderten Landschaftsplan.

## Beschreibung
Das LSG umfasst Grünlandbereiche, naturnahen Laubwald und einen Quellbachlauf östlich von Lüdenhausen. Im Süden grenzt das LSG an die L 861 (Bösingfelder Straße). Im LSG liegt an westexponierten Hängen Weideland. Die Flächen sind durch Hecken, Gehölze und Baumreihen teilweise kleinflächig gegliedert. Im Nordosten stockt ein naturnaher Buchenmischwald mit beigemischten Eichen. Die Laubbäume waren bei Ausweisung in mittlerem bis starkem Baumholz. Parallel zur Straße Thokenberg verläuft im Wald ein tiefer kerbtalförmiger Geländeeinschnitt, aus dem im mittleren Abschnitt eine Quelle entspringt. Im weiteren Verlauf befindet sich ein stark beschattetes Artenschutzgewässer mit Röhricht und Wasserpflanzen.

## Schutzzwecke für das LSG
Laut Landschaftsplan erfolgte die Ausweisung des LSG
- „zur Erhaltung und Wiederherstellung der Leistungsfähigkeit des Naturhaushaltes in ökologisch besonders wertvoll strukturierten Bereichen mit Wasser-, Klima- und Biotopschutzfunktionen,“
- „zur Erhaltung und Wiederherstellung von Quellbereichen und naturnahen Fließgewässern, Grünland und naturnahen Waldbereichen unterschiedlicher Feuchtestufen, Feldgehölzen, Hecken und Obstwiesen,“
- „zur Erhaltung morphologisch ausgeprägter Bereiche zur Sicherung der landschaftlichen Eigenart und Vielfalt für die Erholung,“
- „zur Erhaltung wertvoller Biotopkomplexe aus Wald-Gründlandbereichen, Fließgewässern und Quellen mit wichtigen Trittstein- und Vernetzungsfunktionen,“
- „zur Erhaltung und Wiederherstellung wichtiger Rückzugsräume für die bedrohte Tier- und Pflanzenwelt,“
- „zur Sicherung der das Orts- und Landschaftsbild gliedernden und belebenden und die dörflichen Siedlungsstrukturen prägenden Freiraumelemente.“[1]

## Rechtliche Vorschriften
Im Landschaftsschutzgebiet sind unter anderem das Errichten von Bauten und das Anlegen von Fischteichen verboten.